# 贝纳维特斯
贝纳维特斯，是西班牙巴伦西亚自治区巴伦西亚省的一个市镇。总面积4平方公里，总人口645人（2001年），人口密度161人/平方公里。